# Карпилівка (Вишгородський район)
Карпи́лівка — село в Україні, у Іванківській селищній громаді Вишгородського району Київської області. Населення становить 70 осіб.

## Розташування
Село розташоване на території Вишгородського району Київської області. Його територія підпорядкована Іванківській селищній громаді.

## Історія
21 серпня 1624 року київські міщани напали на землі Карпилівки біля Іркова Ставку, яка належала отцю Ципріану Жеребилю Лабунському і монахам Кирилівського монастиря.
У червні 1691 року козаки полковника Василя Іскрицького, що розташувалися в Чорнобилі, напали на Карпилівського жида-орендаря Киву і пограбували його.
1713 року в селі вперше з’явилися гайдамаки. Едвард Руліковський твердить, що полковник Коліївщини Іван Бондаренко був четвертований 8 серпня 1768 року в селі Карпилівка за вироком суду маґдебурзького овруцького.
7 (20) листопада 1917 року, відповідно до Третього Універсалу Української Центральної Ради, увійшло до складу Української Народної Республіки.
12 червня 2020 року, відповідно до розпорядження Кабінету Міністрів України № 715-р «Про визначення адміністративних центрів та затвердження територій територіальних громад Київської області», увійшло до складу Іванківської селищної територіальної громади.
19 липня 2020 року, в результаті адміністративно-територіальної реформи та ліквідації Іванківського району, село увійшло до складу новоутвореного Вишгородського району.
З кінця лютого до 1 квітня 2022 року під час російсько-української війни село було окуповане російськими військами.

## Видатні уродженці
- Харченко Іван Петрович — український радянський діяч.